# Georg Meyer
Georg Meyer (1834 — 1905) foi um engenheiro alemão.

## Obras
- Grundzüge des Eisenbahn-Maschinenbaues 1, Die Lokomotiven, 1883
- Grundzüge des Eisenbahn-Maschinenbaues 2, Die Eisenbahnwagen, 1884
- Grundzüge des Eisenbahn-Maschinenbaues 3, Gleiskreuzungen, Ausweichungen, Centralisierung und Sicherung von Weichen und Signalen, Drehscheiben, Schiebebühnen, mechanische Anlagen der Wasserstationen, 1886
- Grundzüge des Eisenbahn-Maschinenbaues 4, Betriebsmittel für Nebenbahnen, Kleinbahnen und andere neuere Transport-Einrichtungen, 1892
- Construction der Wagenbremsen, 1890